# Kungurs isgrotta

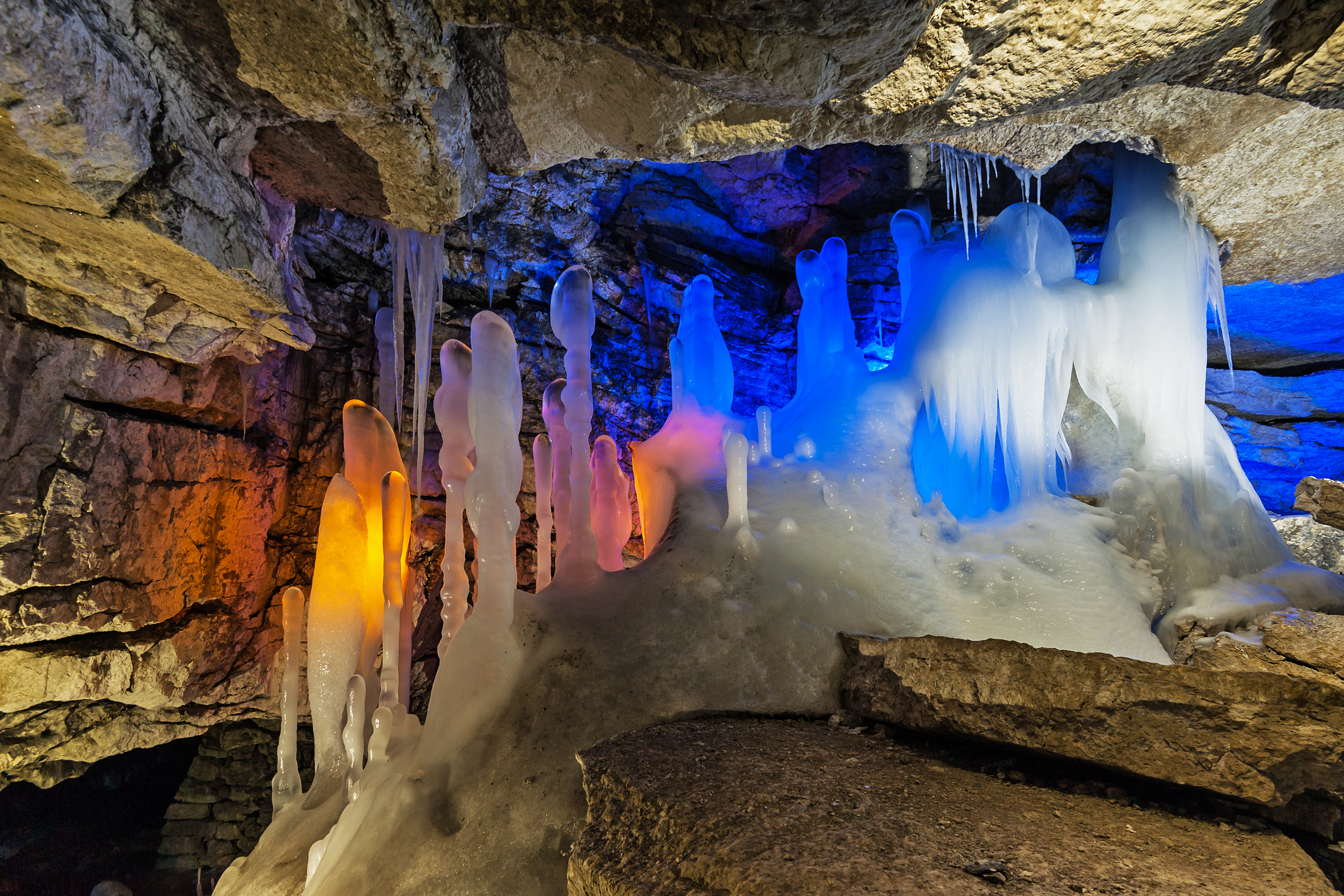
Isformationer i grottan.

Kungurs isgrotta är en grotta i Uralbergen i Perm kraj i Ryssland. Den ligger i en karst vid höger sidan av floden Sylva. Grottan är känd för sina isformationer och besöks årligen av många turister.
Denna grotta är känd sedan 1703. Den upptäcktes av geografen S.U. Remezov som i Peter den stores uppdrag besökte södra Uralbergen. Remezov skapade en skiss över grottan som visades i flera europeiska encyklopedier. Sedan 1914 genomförs guidade vandringar i grottan.
Kungurs isgrotta är en labyrint av flera gångar som sammanlänkar större hålrum. Vissa rum har en diameter av 50 till 100 meter och en höjd av 20 meter.